# Andorinha Sport Club
El Andorinha SC es un equipo de fútbol de Santo Tomé y Príncipe que juega en la Tercera Liga de la Isla de Santo Tomé, una de las ligas regionales que conforman la tercera división de fútbol en el país.

## Historia
Fue fundado en el año 1931 en la ciudad de Ponta Mina en la Isla de Santo Tomé y es uno de los equipos de fútbol más viejos de Santo Tomé y Príncipe, aunque en su historial solo cuentan con dos títulos del Campeonato nacional de Santo Tomé y Príncipe, uno de ellos durante la época colonial, así como dos títulos de la liga insular.

## Palmarés
- Campeonato nacional de Santo Tomé y Príncipe: 2

1968/69, 1984
- Liga de fútbol de la Isla de Santo Tomé: 2

1968/69, 1984

## Jugadores

### Jugadores destacados
- Alvaro Nogueira